# Olivier Martinez
Olivier Martinez (Parijs, 12 januari 1966) is een Frans acteur.

## Filmografie
Een beknopte filmografie:
| Jaar | Titel                          | Rol                                        |
| ---- | ------------------------------ | ------------------------------------------ |
| 1990 | Navarro                        | Rollo                                      |
| 1990 | Plein Fer                      | Pascal                                     |
| 1992 | Odyssée Bidon                  | Phil                                       |
| 1992 | IP5: L'île aux Pachydermes     | Tony                                       |
| 1992 | Les Paroles invisibles         | onbekend                                   |
| 1993 | Un, deux, trois, soleil        | Paul                                       |
| 1995 | Le Hussard sur le toit         | Angelo Pardi                               |
| 1996 | Mon Homme                      | Jean-François                              |
| 1997 | La femme de chambre du Titanic | Horty                                      |
| 1999 | La Ciudad de los prodigios     | Onofre Bouvila                             |
| 2000 | Nosotras                       | David                                      |
| 2000 | La Taule                       | Le Muet                                    |
| 2000 | Toreros                        | Manuel                                     |
| 2000 | Before Night Falls             | Lázaro Gómez Carriles                      |
| 2000 | Bullfighter                    | Jack                                       |
| 2002 | Semana santa                   | Quemada                                    |
| 2002 | Unfaithful                     | Paul Martel                                |
| 2003 | The Roman Spring of Mrs. Stone | Paolo di Lio                               |
| 2003 | S.W.A.T.                       | Alexander Montel                           |
| 2004 | Taking Lives                   | Paquette                                   |
| 2007 | Blood & Chocolate              | Gabriel                                    |
| 2010 | Knight and Day                 | strandganger                               |
| 2012 | Dark Tide                      | Jeff Mathieson                             |
| 2012 | Cybergeddon                    | Gustov Dobreff                             |
| 2012 | Cybergeddon Zips               | Gustov Dobreff                             |
| 2013 | The Physician                  | Shah Ala ad-Daula                          |
| 2014 | Revenge                        | Pascal LeMarchal                           |
| 2015 | Texas Rising                   | President Gen. Antonio Lopez de Santa Anna |
| 2016 | Mars                           | Ed Grann                                   |
| 2016 | The Godmother                  |                                            |
| 2018 | Paul, Apostle of Christ        | Mauritius Gallas                           |

- Bibsys: 1008743
- Biblioteca Nacional de España: XX1018374
- Bibliothèque nationale de France: cb14453121d (data)
- Gemeinsame Normdatei: 138188122
- International Standard Name Identifier: 0000 0001 0922 7138
- Library of Congress Control Number: nr97038475
- MusicBrainz: acb97ab4-9ba9-4915-88ad-8e3bc8ee9961
- Nationale Bibliotheek van Tsjechië: pna2005261928
- Nationale bibliotheek van Australië: 42411144
- Nationale Bibliotheek van Israël: 987007318024105171
- Nederlandse Thesaurus van Auteursnamen: 355245841
- Système universitaire de documentation: 061097373
- Trove: 1457894
- Virtual International Authority File: 88241230
- WorldCat: E39PBJrRgrJvJbc8m4RVMPV6Kd